# Carlo Romei (político)

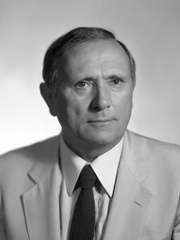

Carlo Romei (30 de novembro de 1924 – 16 de outubro de 1986) foi um político italiano.
Romei nasceu em Montevarchi a 30 de novembro de 1924. Ele era um representante e publicitário de um sindicato. Romei foi eleito pela primeira vez para o Senado em 1976 como um representante da Calábria afiliado à Democracia Cristã. Romei foi reeleito duas vezes depois disso, em 1979 e 1983. Morreu a meio do terceiro mandato, a 16 de Outubro de 1986, sendo substituído por Ernesto Pucci. Durante o seu terceiro mandato senatorial, Romei também serviu no Governo Craxi I como subsecretário do Ministério da Saúde de 9 de agosto de 1983 a 31 de julho de 1986.